# Campichoeta punctum
Campichoeta punctum är en tvåvingeart som först beskrevs av Johann Wilhelm Meigen 1830. Enligt Catalogue of Life ingår Campichoeta punctum i släktet Campichoeta och familjen sumpskogsflugor, men enligt Dyntaxa är tillhörigheten istället släktet Campichoeta och familjen pölflugor. Arten är reproducerande i Sverige. Inga underarter finns listade i Catalogue of Life.